# Arme individuelle future

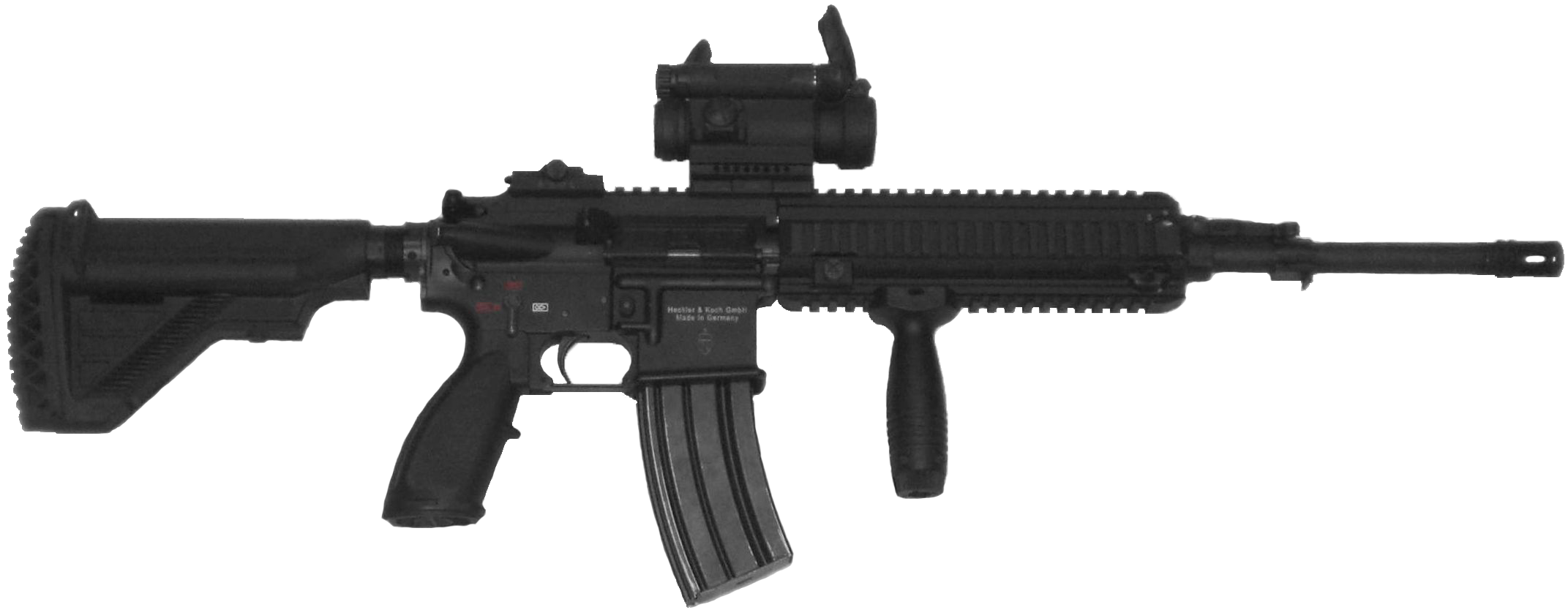
Le HK 416, gagnant du concours.

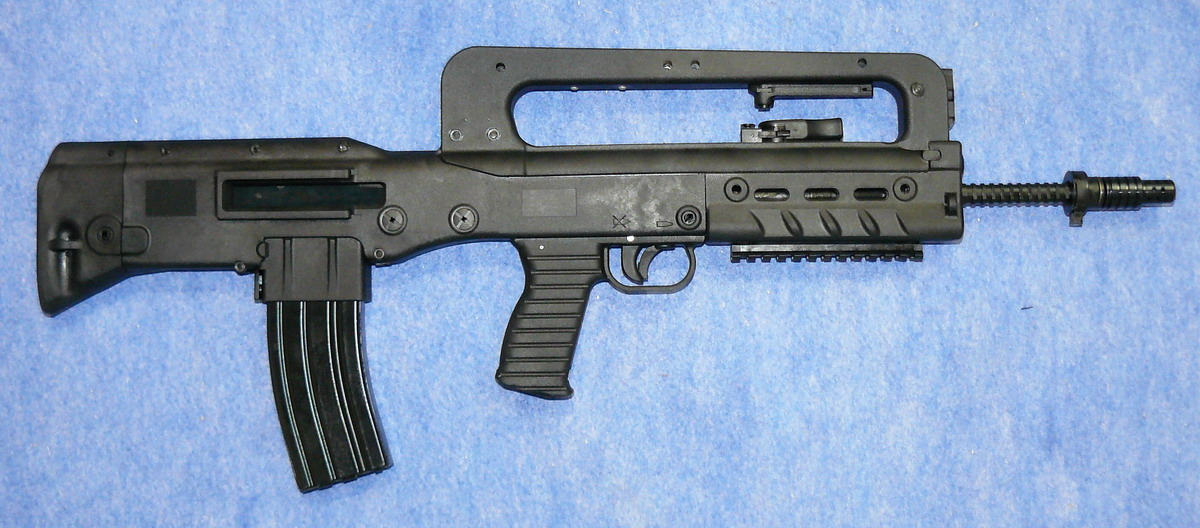
HS VHS

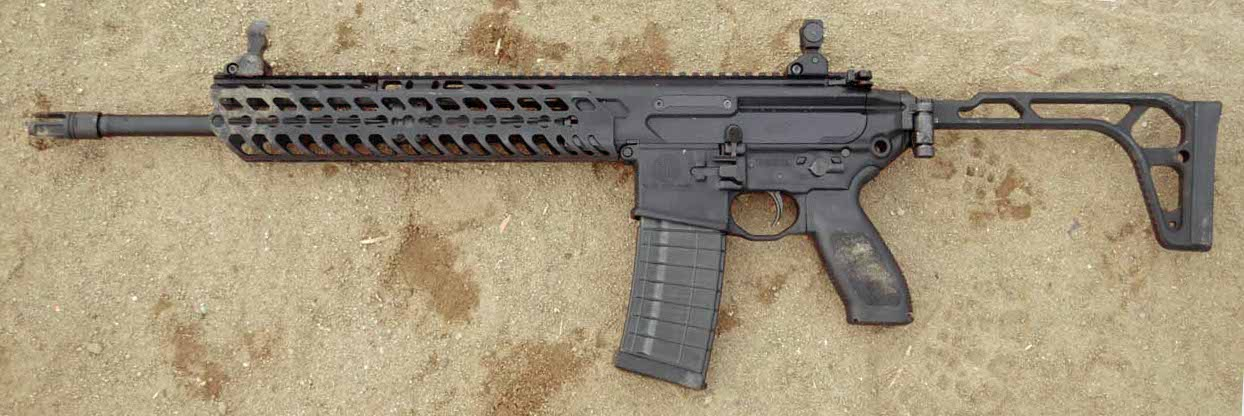
SIG SAUER MCX

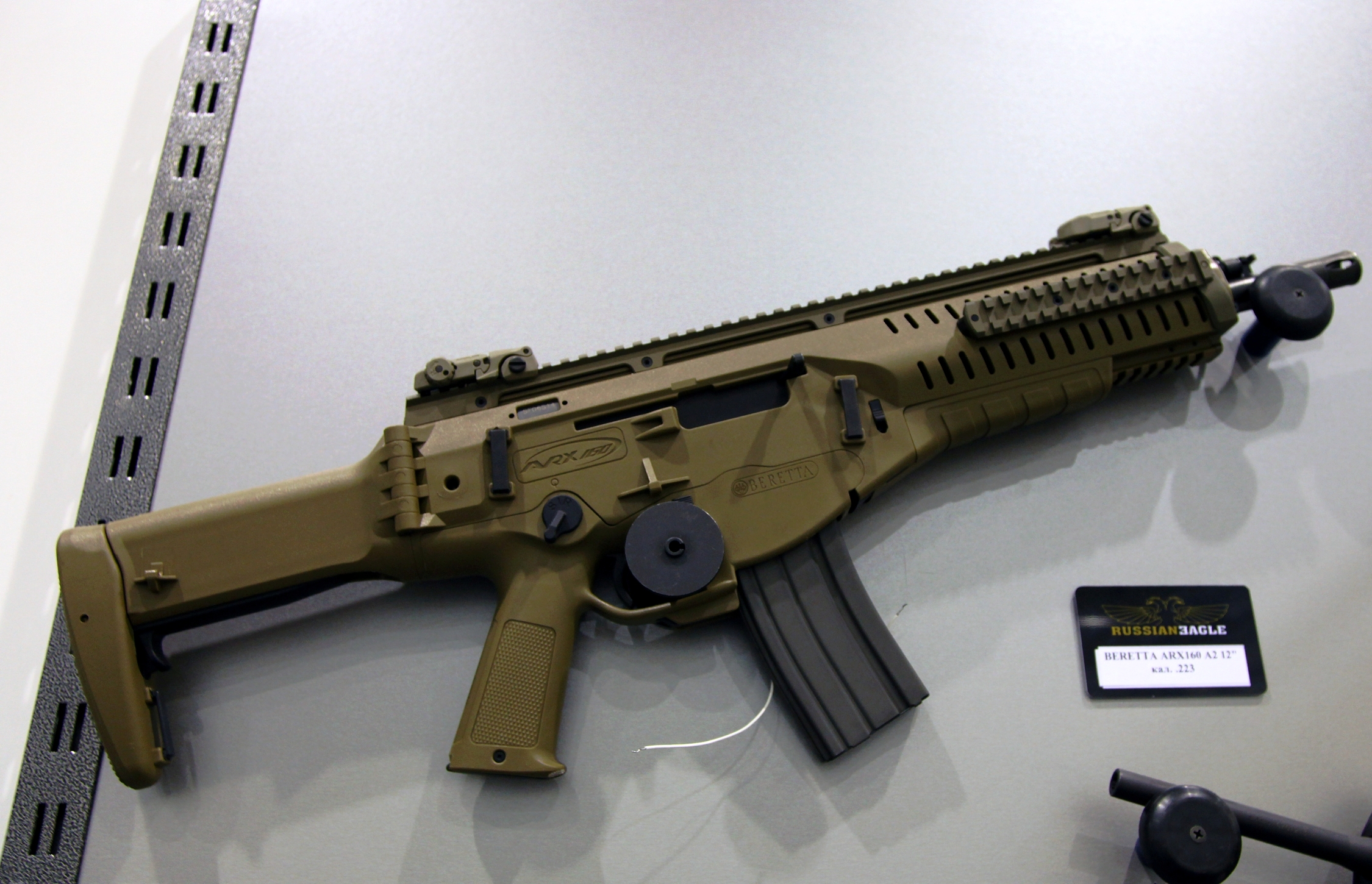
Beretta ARX 160

Pour les articles homonymes, voir AIF.
L'Arme individuelle future, parfois abrégé AIF, est le nom de l'arme visant à remplacer le fusil d’assaut FAMAS au sein des unités de l'Armée de terre française à partir de 2017. Elle utilise le calibre 5,56 OTAN.

## Historique
En 2012, le général Bertrand Ract-Madoux, chef d'état-major de l'Armée de terre (CEMAT), annonce que l'armée française lance un appel d'offres pour 2013 — suivi d'un choix en 2015 — pour son « Arme individuelle du futur » (AIF), visant à remplacer le FAMAS au sein des unités de l'Armée de terre.
L'avis d'appel d'offres prévoit, en 2016, 101 000 fusils contre à l'origine 90 000 armes à acquérir, au profit de l'Armée de terre française, la Marine nationale et l'armée de l'air, la moitié avec un canon long pour les unités standard et l'autre moitié avec un canon court pour les unités d'élite, le HK416 calibre 5,56 × 45 mm Otan étant choisi déjà par le GIGN pour devenir la nouvelle arme longue standard. Trois à cinq candidats seront sélectionnés pour la compétition. 
Les fusils candidats sont : 
- le HK416 de Heckler & Koch
- le SCAR-L de FN Herstal
- le VHS et VHS K-2 de HS Product
- le MCX de SIG Sauer
- le ARX 160A1 de Beretta[5].

Le HK416 est longtemps pressenti comme le favori,.
Le 23 septembre 2016, la DGA annonce que le HK 416F remplacera le FAMAS au sein des forces armées françaises, à raison de 101 000 exemplaires livrables à partir de 2017,. sur une période de 14 ans dans le cadre du programme sur l'Arme individuelle future.